# (43924) Martoni
(43924) Martoni est un astéroïde de la ceinture principale.

## Description
(43924) Martoni est un astéroïde de la ceinture principale. Il fut découvert le 22 février 1996 à Stroncone par Antonio Vagnozzi. Il présente une orbite caractérisée par un demi-grand axe de 2,76 UA, une excentricité de 0,03 et une inclinaison de 4,4° par rapport à l'écliptique.

## Compléments